# Донецька селищна територіальна громада
Донецька селищна територіальна громада — об'єднана територіальна громада в Україні, в Ізюмському районі Харківської області. Адміністративний центр — селище Донець.
Площа громади — 346,1 км2, населення громади — 22 886 осіб (2020)
Утворена 12 червня 2020 року шляхом об'єднання Донецької і Андріївської селищних рад, а також Пришибської, П’ятигірської та Шебелинської сільських рад Балаклійського району Харківської області. 
19 липня 2020 року, в результаті адміністративно-територіальної реформи та ліквідації Балаклійського району, громада увійшла до складу новоутвореного Ізюмського району. 
Перші вибори селищної ради та селищного голови Донецької селищної громади відбулися 25 жовтня 2020 року.

## Населені пункти
До складу громади входять 4 селища (Андріївка, Донець, Покровське та П'ятигірське) та 10 сіл (Дальня Шебелинка, Глазунівка, Копанка, Новотроїцьке, Пришиб, Прогрес, Серафимівка, Червона Гірка, Шебелинка, Явірське).